# Sphecodes propinquus
Sphecodes propinquus är en biart som beskrevs av Blüthgen 1928. Sphecodes propinquus ingår i släktet blodbin, och familjen vägbin. Inga underarter finns listade i Catalogue of Life.